# Saint-Jacques-de-Thouars
Saint-Jacques-de-Thouars és un municipi francès situat al departament de Deux-Sèvres i a la regió de la Nova Aquitània. L'any 2007 tenia 456 habitants.

## Demografia

### Població
El 2007 la població de fet de Saint-Jacques-de-Thouars era de 456 persones. Hi havia 188 famílies de les quals 48 eren unipersonals (24 homes vivint sols i 24 dones vivint soles), 56 parelles sense fills, 68 parelles amb fills i 16 famílies monoparentals amb fills.
La població ha evolucionat segons el següent gràfic:
Habitants censats

### Habitatges
El 2007 hi havia 213 habitatges, 189 eren l'habitatge principal de la família, 9 eren segones residències i 15 estaven desocupats. 206 eren cases i 7 eren apartaments. Dels 189 habitatges principals, 137 estaven ocupats pels seus propietaris, 51 estaven llogats i ocupats pels llogaters i 1 estava cedit a títol gratuït; 12 tenien dues cambres, 27 en tenien tres, 58 en tenien quatre i 92 en tenien cinc o més. 148 habitatges disposaven pel capbaix d'una plaça de pàrquing. A 63 habitatges hi havia un automòbil i a 104 n'hi havia dos o més.

### Piràmide de població
La piràmide de població per edats i sexe el 2009 era:
| Homes | Edats   | Dones |
| ----- | ------- | ----- |
| 0     | 95 o +  | 4     |
| 12    | 90 a 94 | 0     |
| 0     | 85 a 89 | 4     |
| 0     | 80 a 84 | 8     |
| 16    | 75 a 79 | 8     |
| 0     | 70 a 74 | 4     |
| 8     | 65 a 69 | 8     |
| 12    | 60 a 64 | 8     |
| 12    | 55 a 59 | 12    |
| 8     | 50 a 54 | 16    |
| 20    | 45 a 49 | 24    |
| 8     | 40 a 44 | 4     |
| 24    | 35 a 39 | 16    |
| 20    | 30 a 34 | 32    |
| 8     | 25 a 29 | 16    |
| 4     | 20 a 24 | 16    |
| 16    | 15 a 19 | 4     |
| 8     | 10 a 14 | 8     |
| 16    | 5 a 9   | 16    |
| 8     | 0 a 4   | 24    |

## Economia
El 2007 la població en edat de treballar era de 292 persones, 225 eren actives i 67 eren inactives. De les 225 persones actives 199 estaven ocupades (102 homes i 97 dones) i 26 estaven aturades (10 homes i 16 dones). De les 67 persones inactives 29 estaven jubilades, 24 estaven estudiant i 14 estaven classificades com a «altres inactius».

### Ingressos
El 2009 a Saint-Jacques-de-Thouars hi havia 195 unitats fiscals que integraven 479,5 persones, la mitjana anual d'ingressos fiscals per persona era de 16.576 €.

### Activitats econòmiques
Dels 8 establiments que hi havia el 2007, 1 era d'una empresa alimentària, 1 d'una empresa de construcció, 1 d'una empresa de comerç i reparació d'automòbils, 1 d'una empresa de transport, 1 d'una empresa de serveis i 3 d'empreses classificades com a «altres activitats de serveis».
Dels 2 establiments de servei als particulars que hi havia el 2009, 1 era una fusteria i 1 saló de bellesa.
L'únic establiment comercial que hi havia el 2009 era una fleca.
L'any 2000 a Saint-Jacques-de-Thouars hi havia 6 explotacions agrícoles que ocupaven un total de 333 hectàrees.

## Equipaments sanitaris i escolars
El 2009 hi havia una escola elemental.

## Poblacions més properes
El següent diagrama mostra les poblacions més properes.